# Pál Sarudi
Pál Sarudi (Szolnok, 10 de agosto de 1983) es un deportista húngaro que compite en piragüismo en la modalidad de aguas tranquilas. Ganó 5 medallas en el Campeonato Mundial de Piragüismo entre los años 2006 y 2015, y 8 medallas en el Campeonato Europeo de Piragüismo entre los años 2006 y 2014.
En la modalidad de maratón, obtuvo una medalla de bronce en el Campeonato Europeo de Piragüismo en Maratón de 2003.

## Palmarés internacional

### Piragüismo en aguas tranquilas
| Campeonato Mundial | Campeonato Mundial       | Campeonato Mundial | Campeonato Mundial |
| Año                | Lugar                    | Medalla            | Competición        |
| ------------------ | ------------------------ | ------------------ | ------------------ |
| 2006               | Szeged (Hungría)         | Medalla de bronce  | C4 200 m           |
| 2007               | Duisburgo (Alemania)     | Medalla de oro     | C4 200 m           |
| 2007               | Duisburgo (Alemania)     | Medalla de oro     | C4 500 m           |
| 2014               | Moscú (Rusia)            | Medalla de bronce  | C4 1000 m          |
| 2015               | Milán (Italia)           | Medalla de bronce  | C4 1000 m          |
| Campeonato Europeo |                          |                    |                    |
| Año                | Lugar                    | Medalla            | Competición        |
| 2006               | Račice (República Checa) | Medalla de plata   | C4 200 m           |
| 2007               | Pontevedra (España)      | Medalla de bronce  | C4 200 m           |
| 2008               | Milán (Italia)           | Medalla de plata   | C4 200 m           |
| 2008               | Milán (Italia)           | Medalla de plata   | C4 500 m           |
| 2009               | Brandeburgo (Alemania)   | Medalla de plata   | C4 200 m           |
| 2009               | Brandeburgo (Alemania)   | Medalla de plata   | C4 1000 m          |
| 2010               | Corvera (España)         | Medalla de bronce  | C1 1000 m          |
| 2014               | Brandeburgo (Alemania)   | Medalla de plata   | C4 1000 m          |

### Piragüismo en maratón
| Campeonato Europeo | Campeonato Europeo | Campeonato Europeo | Campeonato Europeo |
| Año                | Lugar              | Medalla            | Competición        |
| ------------------ | ------------------ | ------------------ | ------------------ |
| 2003               | Gdansk (Polonia)   | Medalla de bronce  | C2                 |